# Nove de novembro
Nove de novembro je španělský hraný film z roku 2018, který režíroval Lázaro Louzao podle vlastního scénáře. Snímek měl světovou premiéru na filmovém festivalu v Bilbao|Bilbau dne 24. února 2023.

## Děj
Je 9. listopadu 1989. Ve městě A Coruña spolu hovoří Roberto a Miguel. Žijí spolu už 11 let a jejich vztah prochází menší krizí. Rekapitulují uplynulé roky, zatímco v televizních zprávách informují o pádu Berlínské zdi.

## Obsazení
| Ademar Silvoso | Roberto |
| Brais Yanek    | Miguel  |
| Sabela Arán    | Loli    |